# Stan Deseret

Granice proponowanego Stanu Deseret zaproponowane w 1849 roku na tle obecnego podziału Stanów Zjednoczonych

Stan Deseret (ang. State of Deseret) – proponowany stan na środkowym zachodzie USA, który miał obejmować obszar Wielkiej Kotliny, Wyżyny Kolorado i gór Sierra Nevada (obecne stany Utah, Nevada oraz częściowo Arizonę, Wyoming, Kolorado i Kalifornię oraz nieznaczne fragmenty Oregonu i Idaho.
Petycja o utworzenie stanu została wystosowana do rządu i Kongresu Stanów Zjednoczonych w maju 1849 roku przez osadników z rejonu Wielkiego Słonego Jeziora należących do wspólnoty 
Kościoła Jezusa Chrystusa Świętych w Dniach Ostatnich. Do Waszyngtonu petycję sformułowaną przez Brighama Younga zawiózł John Milton Bernhisel, późniejszy delegat do Izby Reprezentantów Stanów Zjednoczonych. W okresie jego zabiegów o utworzenie stanu na początku lipca 1849 roku w Salt Lake City napisano i uchwalono konstytucję stanową, która była jednym z wymogów zaakceptowania nowego stanu. 
Mormoni chcieli, aby stan Utah nazywał się Deseret, co jest terminem zasięgniętym z Księgi Mormona i oznaczającym pszczołę. Propozycję nazwy odrzucił rząd, powołując się na rozdział Kościoła od państwa.
Stan Deseret był nieformalnym poprzednikiem późniejszego, mniejszego obszarowo Terytorium Utah.